# Caragana
Caragana là một chii thực vật có hoa gồm khoảng 80 loài trong họ Fabaceae, bản địa của châu Á và Tây Âu.

## Các loài
Các loài chọn lọc gồm
| - Caragana ambigua Stocks - Caragana arborescens Lam. - Caragana aurantiaca Koehne - Caragana boisii C.K.Schneid. - Caragana brachyantha Rech.f. - Caragana brevifolia Kom. - Caragana brevispina Royle ex Benth. - Caragana bungei Ledeb. - Caragana camilli-schneideri Kom. - Caragana chamlague LAMRK - Caragana conferta Benth. - Caragana davazamcii Sancz. - Caragana decorticans Hemsl. - Caragana densa Kom. - Caragana erinacea Kom. - Caragana franchetiana Kom. - Caragana frutex (L.) K.Koch - Caragana gerardiana Royle ex Benth. - Caragana grandiflora DC. - Caragana jubata (Pall.) Poir. - Caragana korshinskii Kom. - Caragana leucophloea Pojark. | - Caragana leveillei Kom. - Caragana manshurica (Kom.) Kom. - Caragana microphylla Lam. - Caragana pleiophylla (Regel) Pojark. - Caragana polourensis Franch. - Caragana pruinosa Kom. - Caragana pygmaea (L.) DC. - Caragana roborovskyi Kom. - Caragana rosea Turcz. ex Kom. - Caragana sinica (Buc'hoz) Rehder - Caragana sophoraelia Tausch - Caragana spinosa (L.) Vahl ex Hornem. - Caragana stenophylla Pojark. - Caragana tangutica Maxim. ex Kom. - Caragana tibetica Maxim. ex Kom. - Caragana tragacanthoides (Pall.) Poir. - Caragana turkestanica Kom. - Caragana ulicina Stocks - Caragana versicolor Benth. |

## Hình ảnh

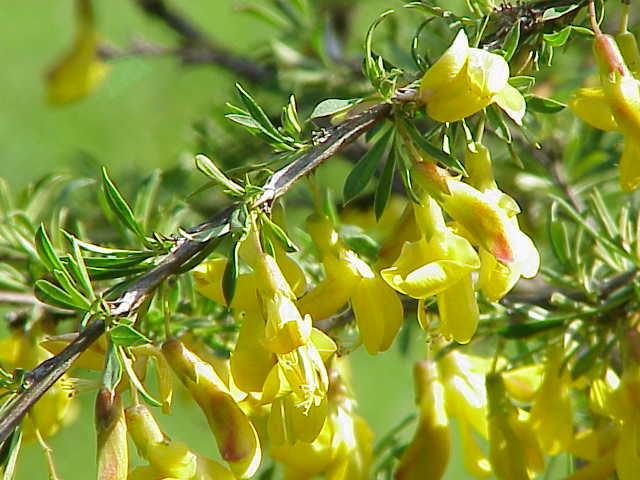
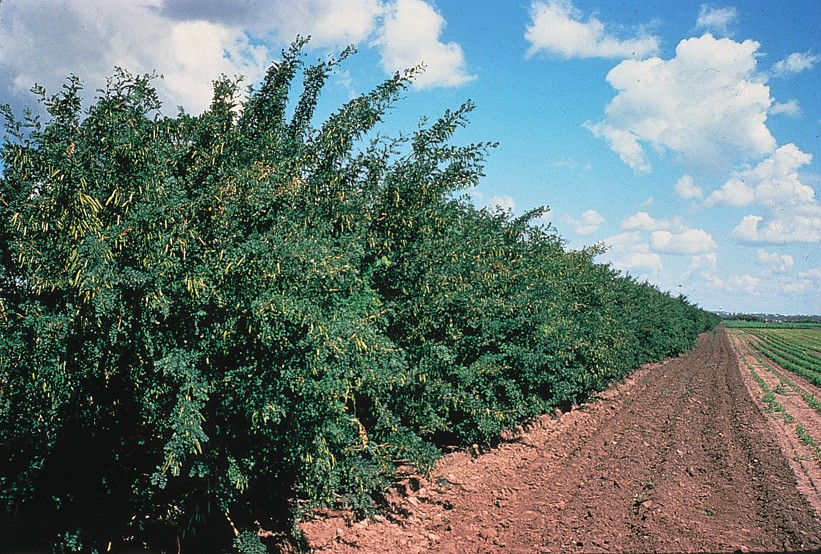
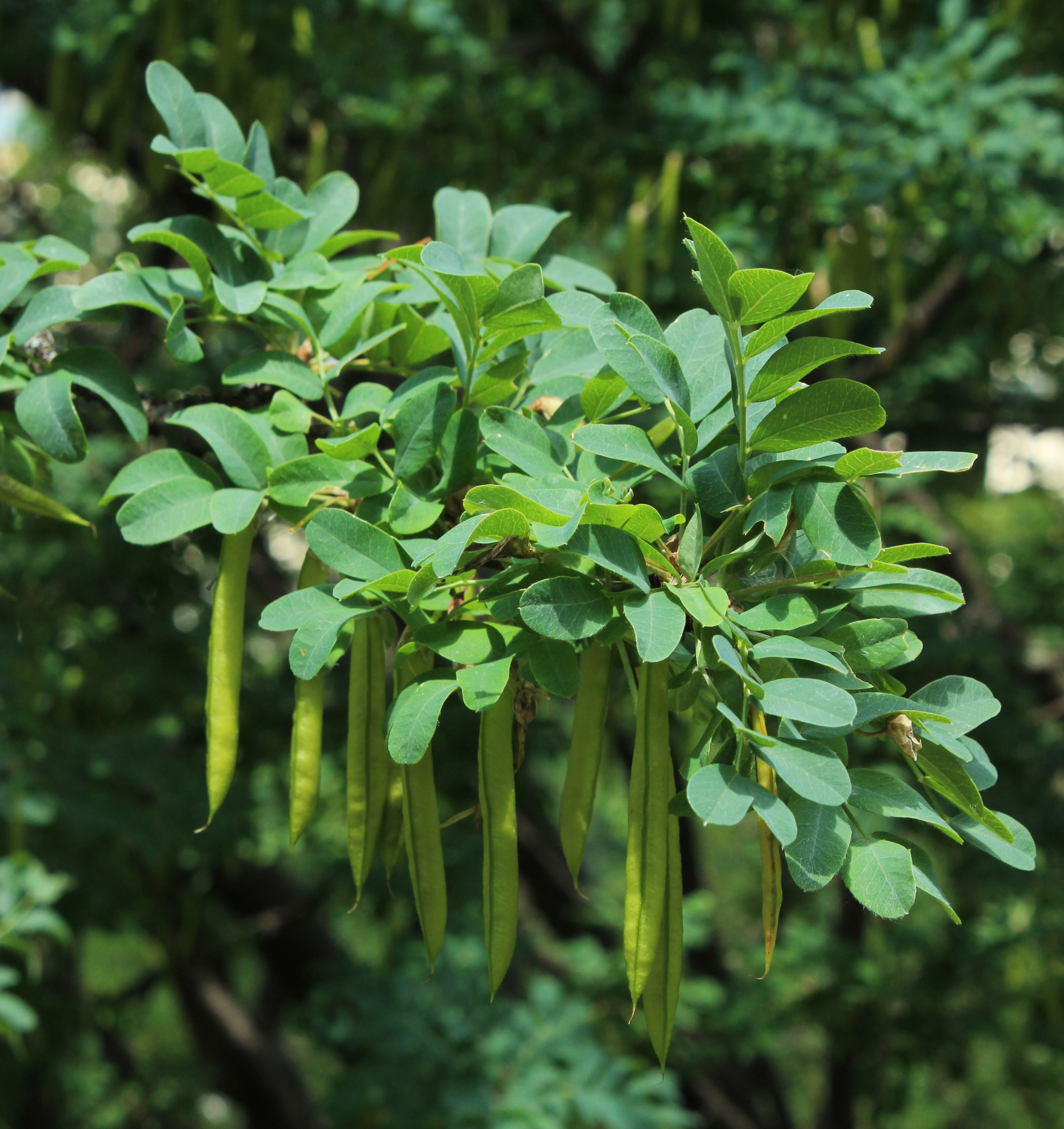